# Конніот-Лейк (Пенсільванія)
Конніот-Лейк (англ. Conneaut Lake) — місто (англ. borough) в США, в окрузі Кроуфорд штату Пенсільванія. Населення — 624 особи (2020).

## Географія
Конніот-Лейк розташований за координатами 41°36′9″ пн. ш. 80°18′34″ зх. д. / 41.60250° пн. ш. 80.30944° зх. д. (41.602422, -80.309532).  За даними Бюро перепису населення США в 2010 році місто мало площу 0,94 км², уся площа — суходіл.

## Демографія
Згідно з переписом 2010 року, у селищі мешкали 653 особи в 322 домогосподарствах у складі 171 родини. Густота населення становила 696 осіб/км².  Було 372 помешкання (396/км²).
Расовий склад населення:
| - 98,0 % — білих - 0,3 % — азіатів |

До двох чи більше рас належало 1,5 %. Частка іспаномовних становила 0,6 % від усіх жителів.
За віковим діапазоном населення розподілялося таким чином: 21,4 % — особи молодші 18 років, 52,6 % — особи у віці 18—64 років, 26,0 % — особи у віці 65 років та старші. Медіана віку мешканця становила 46,7 року. На 100 осіб жіночої статі у селищі припадало 97,3 чоловіків;  на 100 жінок у віці від 18 років та старших — 95,1 чоловіків також старших 18 років.
Середній дохід на одне домашнє господарство  становив 57 591 долар США (медіана — 47 188), а середній дохід на одну сім'ю — 59 288 доларів (медіана — 50 982). За межею бідності перебувало 6,0 % осіб, у тому числі 8,0 % дітей у віці до 18 років та 2,0 % осіб у віці 65 років та старших.
Цивільне працевлаштоване населення становило 268 осіб. Основні галузі зайнятості: роздрібна торгівля — 26,9 %, виробництво — 25,4 %, освіта, охорона здоров'я та соціальна допомога — 20,5 %.